# Bondevennernes Selskab
Bondevennernes Selskab, også kaldet Bondevennerne, var en politisk forening, der eksisterede i Danmark i anden halvdel af det 19. århundrede.

## Baggrund
I takt med udsigten til vedtagelsen af en ny demokratisk grundlov og efter vedtagelsen af grundloven i 1849 blev indbyggerne i Danmark splittet i hovedsagelig tre grupper, der allerede i samtiden fik betegnelserne venstre, centrum og højre. Af disse tre var venstre den eneste, som allerede i 1848 havde formået at organisere sig
Bondevennernes Selskab stiftedes 5. maj 1846 af de to stænderdeputerede Johan Christian Drewsen og Balthasar Christensen på opfordring af skolelærer Asmund Christian Gleerup som var formand for Holbæk Amts Landkommunalforening. Foreningens formål skulle være at "erhverve omfattende og nøjagtige Oplysninger" om landboforholdene og at "virke for Bondestandens Emancipation og ligeborgerlige Ret med de andre Samfundsklasser". Foruden de tre nævnte blev også Orla Lehmann og Anton Frederik Tscherning medlemmer af foreningens bestyrelse, og Tscherning var indtil 1848 dens formand.
Bondevennernes Selskab oprettedes som et udtryk for den modstand, som "Bondecirkulæret" af 8. november 1845 havde vakt i bondestanden, og partiet vandt snart betydelig udbredelse og indflydelse.

## Program
I selskabets program nævnedes en bedre folkeoplysning, almindelig værnepligt, næringsfrihed, forbedring af husmænds og indersters kår og fæsteres overgang til selveje som de vigtigste punkter. Fællesnævneren for dette program var, at bondestanden skulle ligestilles socialt og politisk med andre samfundsgrupper.
Allerede i 1851 kunne bondevennerne konstatere, at størstedelen af deres oprindelige program var blevet gennemført. Kun fæstegodsets overgang til selveje var endnu et uindfriet programpunkt, hvis gennemførelse til gengæld trak ud.

## Organisering
Foreningen var delt i distriktsafdelinger med særlige formænd, under hvilke der igen var sogneformænd. Bestyrelsen var for de første tre år valgt af foreningens stiftere.
Medlemstallet voksede hurtigt: allerede midt i 1847 havde det over 5.500 medlemmer, og senere steg dette tal til over 10.000.

Derimod fik bevægelsen aldrig nogen stærk presse. Hovedorgan blev "Almuevennen", der oprindelig udkom som ugeblad, fra 1855 som dagblad. I Jylland oprettedes i 1830 "Jydske Tidende".
Til gengæld betød det meget, at der på samme tid oprettedes en lang række faglige sammenslutninger for bondestanden så som brandforsikringsforeninger, sparekasser og lignende, som fik nær tilknytning til bondebevægelsens leder og hvis tillidsposter blev besatte med bevægelsens betroede folk.
Bondevennernes Selskab blev oprettet på Sjælland og stod stærkest på den sjællandske øgruppe. Bondevennerne havde også tilhængere andre steder i landet, men der var de dårligere organiserede.
I 1862-1877 videreførte Jysk Folkeforening (Bjørnbakske Venstre) bondevennernes virksomhed i Østjylland (især Århus, Skanderborg og Randers amter) og Nordjylland. Foreningen blev stiftet 5. marts 1862 på et møde i Høver ved Aarhus. I den foreløbige bestyrelse sad bl.a. J.A. Hansen, A.F. Tscherning og Geert Winther. I foreningens love, der vedtoges november samme år, angives dens formål at være det at "modarbejde enhver Indskrænkning af den ved Grundloven givne Valgret og at forberede Valg saavel til Rigsraad og Rigsdag som til Amtsraad og Kommunalbestyrelser samt at fremme og understøtte ethvert Foretagende, der sigter til at udvikle Folkets materielle og aandelige Velvære". Foreningen blev væsentlig et udtryk for den tscherningske politik. Den fik et stort medlemsantal over hele Jylland, navnlig dog i den østlige del, og bidrog især i 1860'erne meget til at vinde den jyske landbefolkning for Venstre. Dens første formand var Geert Winther indtil 1875; derefter fulgte som formænd forstander Lars Bjørnbak og assurancebestyrer Jens Nicolaj Christian Wistoft. Foreningen suspenderede sin virksomhed efter stiftelsen af Grundlovsværneforeningen 1877, med Wistoft var formand fra 1878 til 1880.

## Politisk virke
I tiden fra 1841 frem til grundloven af 1849 havde bondevennerne en samarbejde med de nationalliberale (centrum), og det var næppe en tilfældighed, at der blandt bondevennernes stiftere var nationalliberale førere. Dette samarbejde varede frem til junigrundlovens vedtagelse, men derefter begyndte der at indtræffe en stadig voksende splittelse, ikke blot fremkaldt af, at de to grupperinger repræsenterede henholdsvis land og by, men nok så meget, fordi de tillige repræsenterede skellet mellem det, samtiden kaldte de dannede og almuen. Disse skel blev forstærkede ved, at valgkredsene blev indrettede således, at de samlede en købstad og dens omgivende landområder. Dermed skete der en direkte konfrontation under de følgende årtiers valgkampe.
For valgene til den grundlovgivende rigsforsamling blev foreningen af stor betydning, og den har sin ikke ringe del i, at Junigrundloven fik en så demokratisk karakter. Også for de landboreformer, som udgik fra den første ordinære Rigsdag, var foreningen virksom, og den gav ved valgene 1849 og i 1850'erne det bondevenlige parti den faste organisation, der sikrede det stor indflydelse på rigsdagen. Blandt dets ledende mænd i 1850'erne må foruden Balthasar Christensen og Tscherning især nævnes J.A. Hansen og C.C. Alberti. Under forfatningskampene svækkedes foreningens indflydelse, og navnlig fra midten af 1850'erne var den i stærk tilbagegang. Den vedblev dog at virke indtil langt hen i 1860'erne og er aldrig blevet formelt opløst.

### Ejderspørgsmålet
I spørgsmålet om Ejderstaten var gruppen delt, og en af dets ledere, Tscherning, der var helstatsmand, valgte at støtte konservative regeringer. Da der blev udarbejdet et udkast til en såkaldt fællesforfatning, som lagde magten i hænderne på et rigsråd, hvoraf ⅓ af medlemmerne skulle udpeges af kongen (= regeringen), knapt ⅓ af kongerigets og hertugdømmernes lovgivende forsamlinger og resten af de indbyggere, der havde de største indtægter og formuer i kongeriget, gik venstre samlet imod udspillet. Følgen af begivenhederne i 1855 var, at splittelsen mellem bondevenner og nationalliberale blev mere markant.